# Hanka Paldum

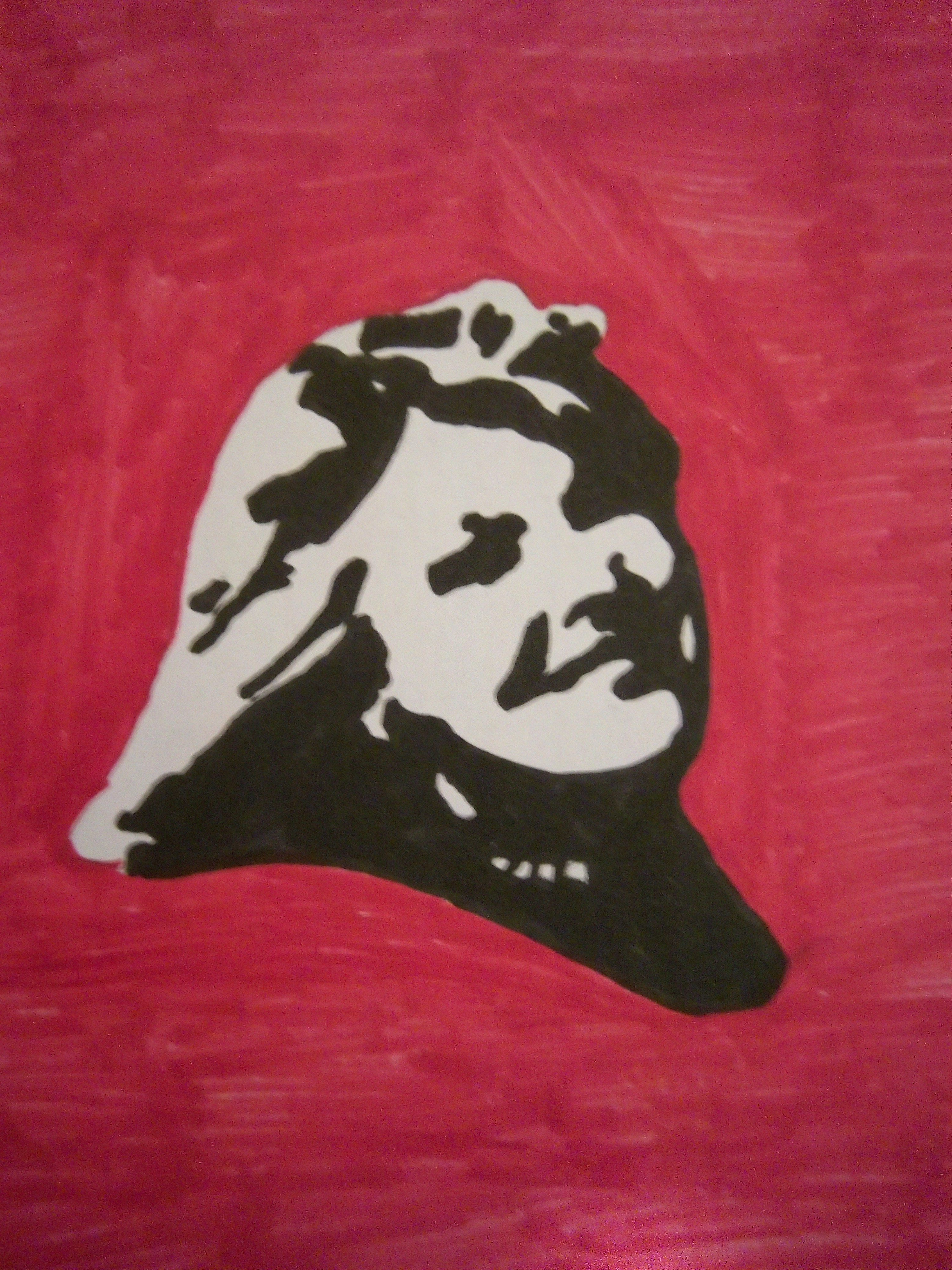
Hanka Paldum

Hanka Paldum (* 28. April 1956 in Čajniče, Jugoslawien) ist eine bosnische Folk- und Sevdah-Sängerin. Sie gilt als „Königin des Sevdahs“ und ist bis heute populär in ganz Ex-Jugoslawien.

## Karriere
Paldums größte Hits sind „Oči zelene“ (Grüne Augen), „Voljela sam, voljela“ (Ich liebte, liebte), „Ja te volim“ (Ich liebe dich), „Sa, Sa, Sarajevo“, „Crne kose“ („Schwarze Haare“) und „Pamtim još“.

## Diskografie

### Alben
| - 1979: Iz Bosanske sehare - 1980: Sjajna zvijezdo - 1980: Čežnja - 1982: Sanjam - 1983: Dobro došli prijatelji - 1984: Tebi ljubavi - 1985: Nema kajanja - 1986: Bolno srce - 1988: Gdje si dušo - 1989: Kani suzo izdajice | - 1990: Vjetrovi tuge - 1992: Uzalud behari mirišu - 1995: Stežem srce - 1998: Nek' je od srca - 2001: Džanum - 2003: S' kim si, takav si - 2006: Žena kao žena - 2007: Sevdahom kroz vrijeme - 2008: Sevdah je ljubav - 2013: Što svaka žena sanja |

### Sonstiges
- Sjajna Zvijezdo (sevdalinke uz pratnju Omera Pobrića)
- Najljepše pjesme 1
- Najljepše pjesme 2
- Iz Kulturne Baštine BiH (Sejo Pitić i Hanka Paldum)

### DVDs / Livealben
- 2004: Hanka Paldum s prijateljima (Zetra)
- 2007: Uživo

### EPs
- 2025: Best Of

### Singles (Auswahl)
- 1973: Burmu ću tvoju nositi / Ljubav žene
- 1974: Još te volim / Živim za nas dvoje
- 1974: Sve sam tebi dala / Voljela sam oči nevjerne (Zelene oči)
- 1975: Ja te pjesmom zovem / Pokraj puta rodila jabuka
- 1975: Plakat ću danas, plakat ću sutra / Ne vraćaj se više
- 1975: Procvala ruža / Sunce grije
- 1976: Vojnik na straži / Vrbas
- 1977: Sve je prošlo kao pjesma / Gdje si srećo
- 1978: Ti si mi sve / Dosta je bilo ljubavi
- 1979: Voljela sam, voljela / Ispijmo jednu čašu
- 1979: Odreću se i srebra i zlata / Potraži sreću
- 1980: Crne kose
- 1981: Nikad više / Kamo sreće da ga nisam srela
- 1982: Sanjam / Uzalud mi tražiš oproštaj
- 1984: Pamtim još
- 2001: Crni snijeg (mit Hari Mata Hari)